# Sistema di collaudo automatico
I sistemi di collaudo automatico, comunemente definiti con l'acronimo inglese ATE (Automatic Test Equipment), sono tutti quei dispositivi o sistemi, usati per collaudare schede a circuito stampato, circuiti integrati, o qualsiasi altro componente o modulo elettronico correlato. In molti casi è costituito da una vera e propria stazione di lavoro automatica, installata alla fine della linea di produzione, preposta al collaudo del prodotto finito, ad esempio un televisore o un computer. 
I dispositivi ATE possono essere controllati da PC o PLC tramite appositi software di gestione e i risultati di collaudo archiviati in database per l'analisi del controllo qualità.